# スタンリー・ドーネン
スタンリー・ドーネン（Stanley Donen、1924年4月13日 - 2019年2月21日）は、アメリカ合衆国の映画監督、振付師。アメリカ風のウィットを効かせた明朗な娯楽作品が多く、数多くのミュージカルの作品を手がけた。

## 略歴
サウスカロライナ州コロンビア出身。両親共にユダヤ系。大学中退後、ブロードウェイの舞台でコーラスを務めていたところ主演のジーン・ケリーと意気投合し、ケリーの助手として共にハリウッドへ乗り込んだ。
メトロ・ゴールドウィン・メイヤーで振付師・ダンサーとしてキャリアをスタートさせると、ケリーと共同で『踊る大紐育』『雨に唄えば』を監督し、大ヒットに導いた。特に『雨に唄えば』は半世紀経った今なお色褪せない、ミュージカル映画の金字塔となっている。
ケリーから一人立ちした後も『掠奪された七人の花嫁』『くたばれ!ヤンキース』などのMGMミュージカルの快作や、『パリの恋人』『シャレード』などオードリー・ヘプバーン主演のロマンチックな作品を世に送り出した。
1998年、アカデミー名誉賞を受賞。その挨拶の壇上で歌とタップダンスを披露した。
著作権に関しては、どちらかと言うとルーズな方で、著作権標記を入れなかった為にパブリックドメインとなった作品が多い。
2019年2月21日、ニューヨークのマンハッタンにて心不全のため逝去。94歳没。

## 主な監督作品
※：米国においてパブリックドメイン
- 踊る大紐育 On the Town (1949)※
- 恋愛準決勝戦 Royal Wedding (1951)※
- 雨に唄えば Singin' in the Rain (1952)
- 掠奪された七人の花嫁 Seven Brides for Seven Brothers (1954)
- 我が心に君深く Deep in My Heart (1954)
- パリの恋人 Funny Face (1957)
- パジャマゲーム The Pajama Game (1957)
- 無分別 Indiscreet (1958)
- くたばれ!ヤンキース Damn Yankees! (1958)
- 芝生は緑 The Grass Is Greener (1960)
- シャレード Charade (1963)※
- アラベスク Arabesque (1966)
- いつも2人で Two for the Road (1967)
- 悪いことしましョ! Bedazzled (1967)
- 星の王子さま The Little Prince (1974)
- ブルックリン物語 Movie Movie (1978)
- スペース・サタン Saturn 3 (1980)